# Torneio da França de 2021
O Torneio da França de 2021 (em francês: Tournoi de France 2021) foi a segunda edição do Torneio da França, competição de futebol feminino organizada pela Federação Francesa de Futebol e sediada em Metz. A princípio, quatro seleções participariam do evento – França, Suíça, Islândia e Noruega – em três confrontos diretos, mas, em decorrência da pandemia de COVID-19, as equipes islandesa e norueguesa desistiram de competir. Com isso, apenas as seleções francesa e suíça disputaram o título em duas partidas, com a conquista da anfitriã.

## Regulamento
As duas equipes remanescentes jogam entre si em duas partidas, sendo campeã a equipe com o maior número de pontos ganhos.

### Critérios de desempate
Em caso de igualdade em pontos ganhos entre duas equipes, poderiam ser aplicados sucessivamente os seguintes critérios técnicos de desempate:
1. Maior número de vitórias;
2. Maior saldo de gols;
3. Maior número de gols marcados;
4. Menor número de cartões vermelhos;
5. Menor número de cartões amarelos;
6. Sorteio público.

## Equipes participantes
| Equipe   | Confederação | Títulos  |
| -------- | ------------ | -------- |
| França   | UEFA         | 1 (2020) |
| Suíça    | UEFA         | —        |
| Islândia | UEFA         | —        |
| Noruega  | UEFA         | —        |

## Classificação
| Pos. | Time   | Pts | J | V | E | D | GP | GC | SG |
| ---- | ------ | --- | - | - | - | - | -- | -- | -- |
| 1    | França | 6   | 2 | 2 | 0 | 0 | 4  | 0  | +4 |
| 2    | Suíça  | 0   | 2 | 0 | 0 | 2 | 0  | 4  | -4 |

| 20 de fevereiro | França                   | 2 – 0 | Suíça | Stade Saint-Symphorien, Metz                     |
| 21:10           | Renard 12' · Morroni 81' |       |       | Público: Portões fechados Árbitro: Tess Olofsson |

| 23 de fevereiro | França            | 2 – 0 | Suíça | Stade Saint-Symphorien, Metz                     |
| 21:10           | Renard 77', 90+1' |       |       | Público: Portões fechados Árbitro: Olga Zadinová |